# Pavel Novák (Sänger)
Pavel Novák (* 10. März 1944 in Přerov; † 11. Februar 2009) war ein tschechoslowakischer bzw. tschechischer Sänger.

## Leben
Er studierte Biologie an der Palacký-Universität Olomouc und arbeitete zunächst als Lehrer für Biologie und Sport. Seit den 1960er Jahren war er als Sänger in den Bereichen Jazz, Schlager und Pop aktiv. Novák gründete die Gruppe Synkopy und trat später solistisch auf. Mit dem Lied Malinka erlangte er in den 1970er Jahren Bekanntheit. Mitte der 1970er Jahre nahm er für das DDR-Plattenlabel Amiga eine LP und mehrere Singles in deutscher Sprache auf. Sein größter Erfolg war 1973 der Titel 1000 Farben wünsch ich mir. Insgesamt veröffentlichte Novák 30 Alben. Seit den 1990er Jahren war er auch als Schriftsteller tätig.
Pavel Novák starb an einer Prostatakrebs-Erkrankung.